# Эритрозонус
Пылающая тетра, огненная тетра или эритрозонус (лат. Hemigrammus erythrozonus) — вид мелких лучепёрых рыб семейства харациновых.
Длина тела до 5 см. Половые различия: самка крупнее и имеет более высокое тело, чем самец. В природе обитает в бассейне реки Амазонки (в Гвиане). Содержится в аквариумах. Стимуляция размножения — такая же как и большинства других харациновых и связана с симуляцией сезона дождей. Плодовитость 50—500 икринок на самку.